# Cambio de paleta
El cambio de paleta es una práctica usada a menudo en videojuegos, por el cual un gráfico que ya ha sido usado para algún elemento se le da una paleta diferente para que sea reutilizado para otros elementos. La paleta diferente proporciona al nuevo gráfico una serie de colores únicos, que lo distinguen del original. Se emplea habitualmente para diferenciar el primer jugador del segundo, para crear jerarquías visuales y para hacer zonas distintas en los diferentes niveles de un juego.
Una razón para realizar cambios de paleta es para ahorrar memoria. En los primeros juegos de ordenador, cuando los cartuchos eran el principal medio para guardar información y la capacidad de memoria era escasa y cara, se usaban los mismos sprites una y otra vez simplemente cambiando la paleta. Así no hace falta diseñar de nuevo el objeto, ahorrando costes de producción y tiempo de desarrollo.
En algunos casos, como los videojuegos de rol, los cambios de paleta suponen un determinado estado del personaje. Un ejemplo destacado es Final Fantasy, en el que el jugador principal que estuviera en el estado "envenenado" aparecería morado. Al contrario, los protagonistas de Breath of Fire II (1996) ocasionalmente cambiaban sus paletas para indicar un aumento en sus respectivas características, como la fuerza o la resistencia. De manera más general, también se encuentra en juegos deportivos para diferenciar los distintos equipos de los respectivos jugadores.